# NGC 4025
NGC 4025 is een balkspiraalstelsel in het sterrenbeeld Grote Beer. Het en werd op 17 maart 1787 ontdekt door de Duits-Britse astronoom William Herschel.

## Synoniemen
- UGC 6982
- MCG 6-26-64
- DDO 107
- ZWG 186.80
- KUG 1156+380
- PGC 37738